# Star (chanson d'Erasure)
Pour les articles homonymes, voir Star.
Singles de Erasure
Blue Savannah
(1990) Chorus
(1991)
Clip vidéo
[vidéo] « Star », sur YouTube
Star est une chanson du duo britannique Erasure extraite de leur quatrième album studio, intitulé Wild! et sorti (au Royaume-Uni) le 16 octobre 1989.
Le 21 mai 1990, sept mois après la sortie de l'album, la chanson a été publiée en single. C'était le quatrième (après Drama!, You Surround Me et Blue Savannah) et dernier single de cet album.
Le single a débuté à la 19e place du classement des ventes de singles britannique dans la semaine du 27 mai au 2 juin 1990 et a atteint sa meilleure position à la 11e place la semaine suivante (celle du 3 au 9 juin).